# Evolutionsökonomik
Evolutionsökonomik (auch: Evolutorische Ökonomik oder Evolutionäre Ökonomik) ist ein in den 1980er Jahren entstandenes Forschungsgebiet der Wirtschaftswissenschaft, das sich mit der Rolle des Wissens, seinem Wandel und seinen Begrenzungen für die Wirtschaft befasst. Es baut auf älteren Theorien der Anpassung der Unternehmen an ihre Umwelten, auf Theorien des Entrepreneurs und auf ressourcentheoretischen Ansätzen auf und stellt die mikroökonomische Gleichgewichtstheorie in Frage.

## Stellung
Eine einheitliche Auffassung über die Stellung der Evolutionsökonomik innerhalb der Wirtschaftswissenschaft existiert nicht, vielmehr sind zwei grundlegend verschiedene Ansätze zu unterscheiden:
- Die auf Joseph Schumpeter aufbauende Richtung sieht die Evolutionsökonomik als ein Teilgebiet der Wirtschaftswissenschaft, das sich mit den durch Innovationen, technischen Fortschritt und Unternehmertum erzeugten Wandlungsprozessen der Wirtschaft beschäftigt.
- Der auf den Ideen von Friedrich August von Hayek basierende Ansatz betrachtet die Evolutionsökonomik als grundlegendes Paradigma in Konkurrenz zur neoklassischen Mikroökonomik.

Während die Neoklassik von der Bildung wirtschaftlicher Gleichgewichte auf Märkten ausgeht, rekonstruiert die Evolutionsökonomik Wirtschaftsprozesse analog zur biologischen Evolution: Auf keinem Markt und damit auch für kein Unternehmen existiert irgendein anzustrebender Gleichgewichtszustand. Ein permanenter Wettbewerb zwischen Produkten, Dienstleistungen, Unternehmensformen und sogar Wirtschaftssystemen sorgt dafür, dass nur jene Wettbewerbsteilnehmer weiterbestehen können, die den jeweiligen Umweltanforderungen entsprechen und sich an die laufend wechselnden Wettbewerbsbedingungen anpassen. Bedürfnisse werden als eine Form von Wissen aufgefasst.

## Grundbegriffe
Zentrale Grundbegriffe der Evolutionsökonomik sind:
- Wissen: Regeln, die Handlungsmuster und Zusammenhänge abbilden, stellen Wissen dar, das die Beziehung eines Systems zu seiner Umwelt koordiniert. Diese Kenntnisse können direkt oder indirekt gewonnen werden und können wahr oder falsch sein. Oft handelt es sich um tradierte Handlungsmuster, die mehr oder weniger reflektiert werden. Anders als die klassische Nationalökonomie definiert die Evolutionsökonomik das Grundproblem der Wirtschaft als Wissensmangel. Da die Wahrnehmung des Menschen subjektiv ist, nimmt das gemeinsame Wissen im Vergleich zum gesamten in einem System enthaltenen durch jede für einen Aktor neue Information ab.
- Aktor: An die Stelle des Individuums im Sinne des Homo oeconomicus der klassischen Ökonomie tritt der Aktor (oder Akteur) als Handelnder. Er besitzt weder die Fähigkeit unmittelbar und absolut rational zu handeln, noch verfügt er über absolutes Wissen. Diese drei Kriterien des Homo oeconomicus werden nicht erfüllt. Daraus sowie aus der Schwierigkeit, komplexe Situationen zu bewerten, ergibt sich, dass in Situationen von Unsicherheit scheinbar einfache Regeln wie das Prinzip der Profitmaximierung sinnlos werden. Die Akteure suchen also keine optimale Lösung, sie handeln meist routiniert auf Basis bisheriger Erfahrungen.
- Population: Eine bestimmte Menge von Akteuren bildet eine Population. Zu unterscheiden sind fundamentale Akteure (der Mensch) und derivative Akteure (Organisationen und Unternehmen). Jeder Handelnde ist selbst bimodal und vereint in sich singulär wahres sowie falsches Wissen und Vermögen. Diejenigen Akteure, die eine weniger erfolgreiche Strategie haben, scheiden im Laufe der Zeit aus der Population aus. Das Entscheidungsverhalten wird jedoch immer rationaler, weil der Anteil der Akteure mit einer erfolgreichen Strategie wächst.
- Element: Evolutionsökonomisch ist das Element ein Träger von Wissen, welcher selbst wiederum Teil einer größeren Einheit sein kann. Das gespeicherte Wissen muss nicht personenbezogen sein, sondern kann auch auf Datenträgern gespeichert werden.
- Netzwerk: Geordnete Systeme von Elementen und den in ihnen wirkenden Akteuren bilden Netzwerke durch die Beziehungen, die jeder Akteur zu anderen Teilnehmern unterhält. In Transaktionen mündende Beziehungen stellen die Konfiguration des Netzwerkes dar.

## Denktradition
Die Evolutionsökonomik wurde beeinflusst von:
- Friedrich August von Hayek (Wettbewerb als Entdeckungsverfahren)
- Joseph Schumpeter (Wettbewerb als Prozess schöpferischer Zerstörung);

der Institutionenökonomik
- Thorstein Veblen
- Ronald Coase (The Nature of the Firm);

der Klassischen Nationalökonomie
- Thomas Robert Malthus (Essay on the Principle of Population bzw. Die Grenzen des Wachstums)
- David Ricardo (Theorie der komparativen Kostenvorteile)

sowie Beiträgen von G. L. S. Shackle (George Lennox Sharman Shackle, 1903–1992) und Nicholas Georgescu-Roegen. Mit Erscheinen des Werks An Evolutionary Theory of Economic Change von Richard R. Nelson und Sidney G. Winter im Jahr 1982 hat sich der Begriff der Evolutionsökonomik in der Wissenschaft etabliert.

## Zentrale Prämissen
Als zentrale Prämissen gelten
- Historische Bedingtheit von Entwicklungspfaden, Ressourcen usw.; dadurch besteht per se eine Ressourcenheterogenität der Akteure;
- Unvollkommene Information der Akteure; dadurch Berücksichtigung echter Unsicherheit und des Informationsparadoxons von Kenneth Arrow.

Der evolutionsökonomische Ansatz negiert das in der Neoklassik verwendete Modell des Homo oeconomicus als dem rationalen Entscheider, der stets über alle Informationen verfügt und auf dieser Grundlage die für ihn beste Lösung anstrebt. Jede Entscheidung kann ein ganzes Spektrum an Ergebnissen zur Folge haben, es besteht immer eine Fülle zielführender Wege, aber welches Resultat eintritt, ist erst ex post festzustellen. Absolut beste Wege gibt es nicht. Erfolgsindikator ist, dass überhaupt Profite realisiert werden, nicht dass der Maximalprofit erreicht wurde. Es kommt also nicht auf die Gewinnerzielungsabsicht an, sondern auf das Ergebnis. Das Überleben von Unternehmen wird angesichts der Marktkomplexität eher vom Zufall oder von trial and error abhängig sein als von der bewussten Wahl einer Anpassungs- oder Überlebensstrategie. Die Bedingungen des Überlebens sind den Unternehmen oft gar nicht bewusst – insofern gleichen sie Lebewesen, die der Evolution unterliegen –, sie können aber von Ökonomen ex post, wenn auch nur im statistischen Mittel erkannt und erklärt werden, die quasi die Rolle des Biologen einnehmen.
Evolutorische Netzwerke sind nicht zur Gänze darstellbar, da der Darstellende selbst über alle relevanten Daten verfügen müsste. Wissenschaftsphilosophisch ist dieses Problem dem Quine Theorem vergleichbar. Die Einzigartigkeit jedes Akteurs bedingt, dass ein Netzwerk eine nicht-integrale Struktur ist.